# Godzilla: Final Wars
Godzilla: Final Wars är en japansk film från 2004 regisserad av Ryuhei Kitamura. Det är den tjugoåttonde filmen om det klassiska filmmonstret Godzilla.

## Handling
Fientliga främlingar från rymden släpper loss alla jordens monster för att ödelägga världens viktiga städer inklusive Tokyo, New York, Sydney, Shanghai och Paris. Det är upp till Godzilla och jordens försvarsmakt att besegra monstren och fienden i det ultimata "Rädda världen"-slaget.

## Om filmen
Filmen är inspelad i Broken Hill, Sydney, New York, Paris, Shanghai, Tokyo och Egypten. 
Filmen hade världspremiär i Hollywood den 29 november 2004 och blev därmed den första japanska Godzillafilmen som hade världspremiär utanför Japan. Samma dag fick Godzilla stjärna nr 2270 på Hollywood Walk of Fame. Filmen har inte haft svensk premiär.

## Rollista (urval)
- Masahiro Matsuoka - Shin'ichi Ôzaki
- Rei Kikukawa - Miyuki Otonashi
- Kazuki Kitamura - planet X:s ledare
- Don Frye - Douglas Gordon
- Akira Takarada - FN:s generalsekreterare Naotarô Daigo

## Musik i filmen
- We Are To Blame, framförd av Sum 41
- Godzilla Vs. Tokyo, framförd av Zebrahead
- Rudezilla Mix, framförd av Felix Da Housecat
- Godzilla Theme, framförd av Stereolab
- Godzilla, framförd av Low IQ 01
- Be Nothing, framförd av 10-Feet
- Godzilla's Coming To Town!!, framförd av Bank$ Feat. Halcali
- What's Wrong?, framförd av Mold Bond Akiko
- Godzilla : Europian Bliss, framförd av Tatsuo Sunaga
- The Reason, framförd av Hoobastank
- Rise Up, framförd av The Chemical Brothers
- Godzilla Theme, skriven av Akira Ifukube